# Три воскресенья на одной неделе
«Три воскресе́нья на одно́й неде́ле» (англ. Three Sundays in a Week) — сатирический рассказ Эдгара Аллана По, первоначально опубликованный под названием «A Succession of Sundays» в журнале The Saturday Evening Post 27 ноября 1841 года. В центре рассказа — условие, которое поставил главному герою его дядя: он согласен отдать ему в жёны свою дочь, лишь тогда, «когда три воскресенья подряд придутся на одну неделю». Некоторые критики считают, что По сделал рассказ полуавтобиографическим, изобразив в качестве главных героев себя, свою жену и приёмного отца.

## Сюжет
Главный герой по имени Бобби просит у своего дяди Скупердэя (англ. Rumgudgeon) руку его дочери Кейт. Тот отказывается, заявив, что благословит её на брак с племянником лишь тогда, когда на «одну неделю придутся три воскресенья». Молодой паре ситуация кажется безнадёжной, однако, выход из неё им подсказывает услышанный разговор двух морских капитанов — Прэтта и Смизертона. Оба они путешествовали вокруг света целый год, однако, один отправился в западном направлении, а другой в восточном. Прэтт утверждает, что воскресенье будет завтра, а Смизертон, что оно было вчера. А поскольку их разговор имеет место также в воскресенье, получалось, что условие дяди Скупердэя было выполнено. Будучи «человеком слова», он благословляет пару на брак.

## Анализ
Литературовед Ю. В. Ковалёв относил «Три воскресенья» По к категории научно-популярных рассказов, подчёркивая условность их фантастичности. Их суть сводилась к научному объяснению событий, которые на первый взгляд кажутся невероятными. В жанровом отношении «Три воскресенья» можно отнести к сатирическим рассказам. Главными объектами авторской насмешки становятся самодурство старика Скупердэя и торжествующее корыстолюбие главного героя. Ещё одним сатирическим элементом, особенно ярким для современных По читателей, стал доктор О'Болтус (англ. Dubble L. Dee). У которого был реальный прототип — профессор Ларднер, приехавший из США из Лондона с серией лекций на научную тематику в 1840-х годах. По скептически отнёсся к идеям профессора, обозвав его «шарлатаном» в одной из статей своего сборника «Маргиналии».
«Три воскресенья на одной неделе» содержат элементы автобиографии. Сам По как и главный герой женился на своей двоюродной сестре (которая также как и героиня другого его рассказа  — «Элеонора» была несовершеннолетней). В дяде Скупердэе По мог изобразить своего приёмного отца — Джона Аллана, который как и его прототип питал «глубочайшее презрение к изящной словесности» и был резко против писательской карьеры своего пасынка.

## Влияние и научное обоснование
Среди критиков распространено мнение, что рассказ «Три воскресенья на одной неделе» оказал влияние на известного фантаста Жюля Верна, который нашёл применение подобному географическому феномену в своём романе «Вокруг света за 80 дней». Верн описал суть этого феномена в своей работе «Эдгар По и его сочинения», посвященной анализу творчества американского писателя:

Как могло в одной неделе быть три воскресенья? Для трех человек это могло случиться, и По доказывает это. Земля имеет двадцать пять тысяч миль в окружности и поворачивается вокруг своей оси с востока на запад в двадцать четыре часа; значит, в час она делает почти тысячу миль. Предположим, что один из этих трех человек отправляется из Лондона и делает тысячу миль на запад; он видит восход солнца часом ранее, чем другой, который останется на месте. Если он сделает еще тысячу миль, то увидит солнце двумя часами ранее. К концу своего кругосветного путешествия, возвратившись опять в Лондон, он целым днем опередит того, который оставался в Лондоне. Если бы третий человек совершил такое же путешествие, на тех же условиях, но только в противоположную сторону, т. е. на восток, то по возвращении своем он отстал бы на один день; что случится с этими тремя людьми, если они соберутся в одном пункте в воскресенье? Для первого из них воскресенье было вчера, для второго — сегодня, а для третьего будет завтра.

## Публикации
Рассказ под названием «Succession of Sundays» был опубликован 27 ноября 1841 года в филадельфийской газете The Saturday Evening Post. Под известным современным читателям названием — «Три воскресенья на одной неделе» он был переиздан 10 мая 1845 года в газете Broadway Journal. 15 февраля 1857 года он был напечатан в мадридской газете El Museo Universal под первоначальным названием. Это был первый рассказ По, переведённый на испанский язык.